# Tôtyaku-iwa
Tôtyaku-iwa (japanisch 到着岩 ‚Ankunft-Felsen‘) ist ein 2366 m hoher Felsvorsprung im ostantarktischen Königin-Maud-Land. Er ist der nordwestliche zweier kleiner Felsvorsprünge 13 km südöstlich des Mount Gaston de Gerlache im südlichen Teil des Königin-Fabiola-Gebirges auf.
Japanische Wissenschaftler nahmen trafen hier 1969 für Vermessungen ein. Dieses Ereignis führte 1981 zu seiner Benennung.